# Långstjärt, Gustavs
Långstjärt, finska: Langstet, är en ö i Finland. Den ligger i Skärgårdshavet och i kommunen Gustavs i den ekonomiska regionen  Nystadsregionen i landskapet Egentliga Finland, i den sydvästra delen av landet. Ön ligger omkring 50 kilometer väster om Åbo och omkring 200 kilometer väster om Helsingfors.
Öns area är 3,09 kvadratkilometer och dess största längd är 2,9 kilometer i nord-sydlig riktning. Ön höjer sig omkring 20 meter över havsytan.
Sydöstra delen av ön utgörs av den tidigare ön Iso Vartholma. Ön Päärholma i söder är mer eller mindre sammanvuxen med Långstjärt.

## Klimat
Inlandsklimat råder i trakten. Årsmedeltemperaturen i trakten är 6 °C. Den varmaste månaden är augusti, då medeltemperaturen är 18 °C, och den kallaste är februari, med −6 °C.